# سهيلة (اسم)
سهيلة هو اسم علم مؤنث من أصل عربي، ومعناه هو مختصر من «تيماء», هو تأنيث «تيم».

## شخصيات تحمل الاسم
- سهيلة أندراوس (28 مارس 1953 – )
- سهيلة بن لشهب (فنانة جزائرية، 9 نوفمبر 1994 – )
- سهيلة زين العابدين (القرن 20 – )
- سهيلة عبد القادر (لاعبة كرة يد جزائرية، 21 أبريل 1978 – )
- سهيلة عبد جعفر (1964 – )
- سهيلة فرحات (ممثلة مصرية، 24 مارس 1959 – )
- سهيلة معلم (ممثلة جزائرية، 13 يونيو 1988 – )

- سهيلة حماد برعي (فنانة مصرية، 23 يونيو 1995 - )

## وصلات خارجية
- موسوعة السلطان قابوس لأسماء العرب نسخة محفوظة 5 أبريل 2019 على موقع واي باك مشين.